# Grandes distilleries Peureux
Les Grandes distilleries Peureux sont implantées sur la commune de Fougerolles-Saint-Valbert en Haute-Saône (Bourgogne-Franche-Comté). Elle produisent principalement du kirsch de Fougerolles, une eau-de-vie de cerise et les Griottines. Elles sont le premier producteur mondial d’eaux-de-vie de fruits et le leader mondial de la macération de fruits.

## Histoire

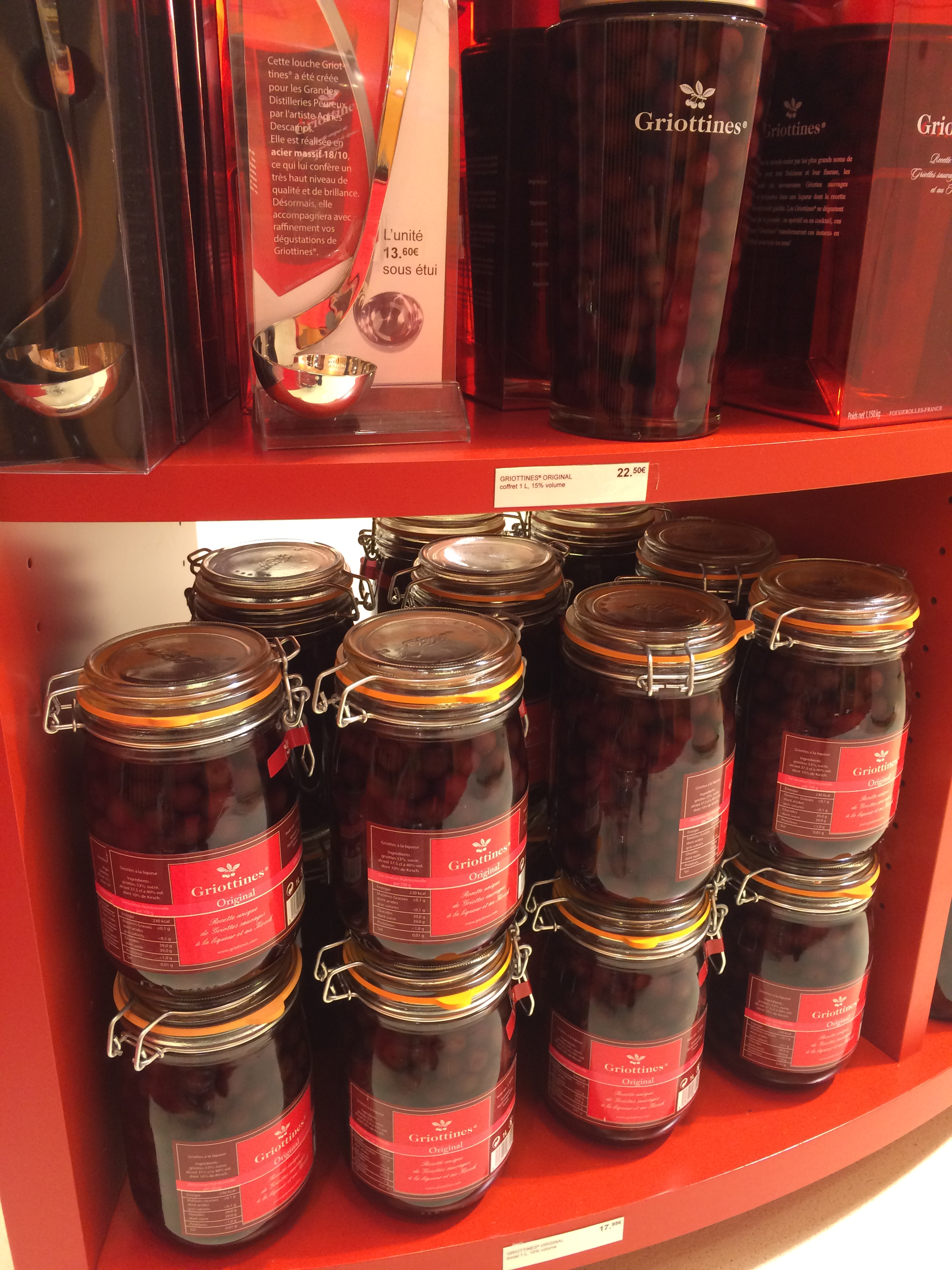
Des bocaux de Griottines.

Dans cette région, la distillation familiale de la cerise a une forte tradition avec les variétés du terroir que sont les « Marie-Jean Diaude », « la Noire des Monts Durand », « Tinette » ou encore la « Blanche Pierre ». 

### Les années 1900
La distillerie fondée en 1864 par Auguste Peureux se fait remarquer par la qualité de ses produits (eaux-de-vie, absinthe, spiritueux à base d’anis) à l’Exposition universelle de 1900 à Paris. À cette époque, pas un repas ne se termine sans une eau-de-vie ou une absinthe (entre 1870 et 1915, l’absinthe représentait plus de 90 % des apéritifs consommés en France). Auguste Peureux acquiert des bâtiments afin de faciliter l’expédition de ses produits et installe la distillerie en bordure de la ligne ferroviaire de Corbenay à Faymont, à Fougerolles, pour des raisons stratégiques.
Il ouvre des entrepôts à Paris et à Marseille et expédie sa production, dont l’absinthe « Un Peureux » en Afrique du nord et même dans les bars des États-Unis. 
Porté par ce succès, Auguste Peureux devient maire de Fougerolles, puis conseiller général et enfin député. Une carrière politique qui ne l’éloigne pourtant pas de son métier de distillateur.
Quand l’absinthe est prohibée en France en 1915, la cerise prend le relais avec notamment le guignolet, boisson sucrée obtenue par macération de cerises et de griottes dans une fine liqueur à base de kirsch.

### De 1927 à 1948
En 1927, ses fils André et Edgar prennent la tête de l’entreprise rebaptisée alors « Les Fils d’Auguste Peureux ».
Le krach boursier de 1929, l’entrée de la France en guerre et le recours aux emprunts russes mettront les fils d’Auguste Peureux en difficulté mais l’entreprise résiste cependant et la consommation d’eau-de-vie demeure. Le plan Marshall dope l’économie et l'entreprise s’en sort.

### De 1948 à 1992
Claude Peureux succède à son père, André, en 1948, âgé seulement de 18 ans. Il donnera à l'entreprise un visage nouveau, par l’export, et rapprochera notamment d’une distillerie australienne, qui appartient toujours aux Grandes Distilleries Peureux.
Descendant du fondateur, Claude Peureux rachète en 1960 la distillerie strasbourgeoise La Cigogne qu'il ferme rapidement, mais dont il conserve la marque. 
En 1955, Claude Peureux propose les premières griottes aux chocolatiers, qui deviendront ensuite les Griottines.
Claude Peureux et l'ingénieur Pierre Baud, recruté en 1968, cherchent à mieux valoriser la cerise comme fruit. Afin de développer la griotte chocolatier, Pierre Baud chercha la variété de cerise nécessaire et la trouva finalement en Serbie. Grâce à sa formation d’ingénieur, il développa une machine spécialement destinée au dénoyautage des griottes.
Ils développent les Griottines, marque déposée en 1980, des cerises macérées dans une liqueur kirschée à 15 %vol qui sont un relais de croissance des eaux-de-vie. Elles sont produites avec la variété balkanique Oblachinska cultivée en Serbie, une  griotte à la fois ferme et juteuse qui ne pousse pas sur les sols français. Les dirigeants décident d’acquérir leurs propres vergers en Serbie, non loin de Belgrade.

### De 1992 à nos jours

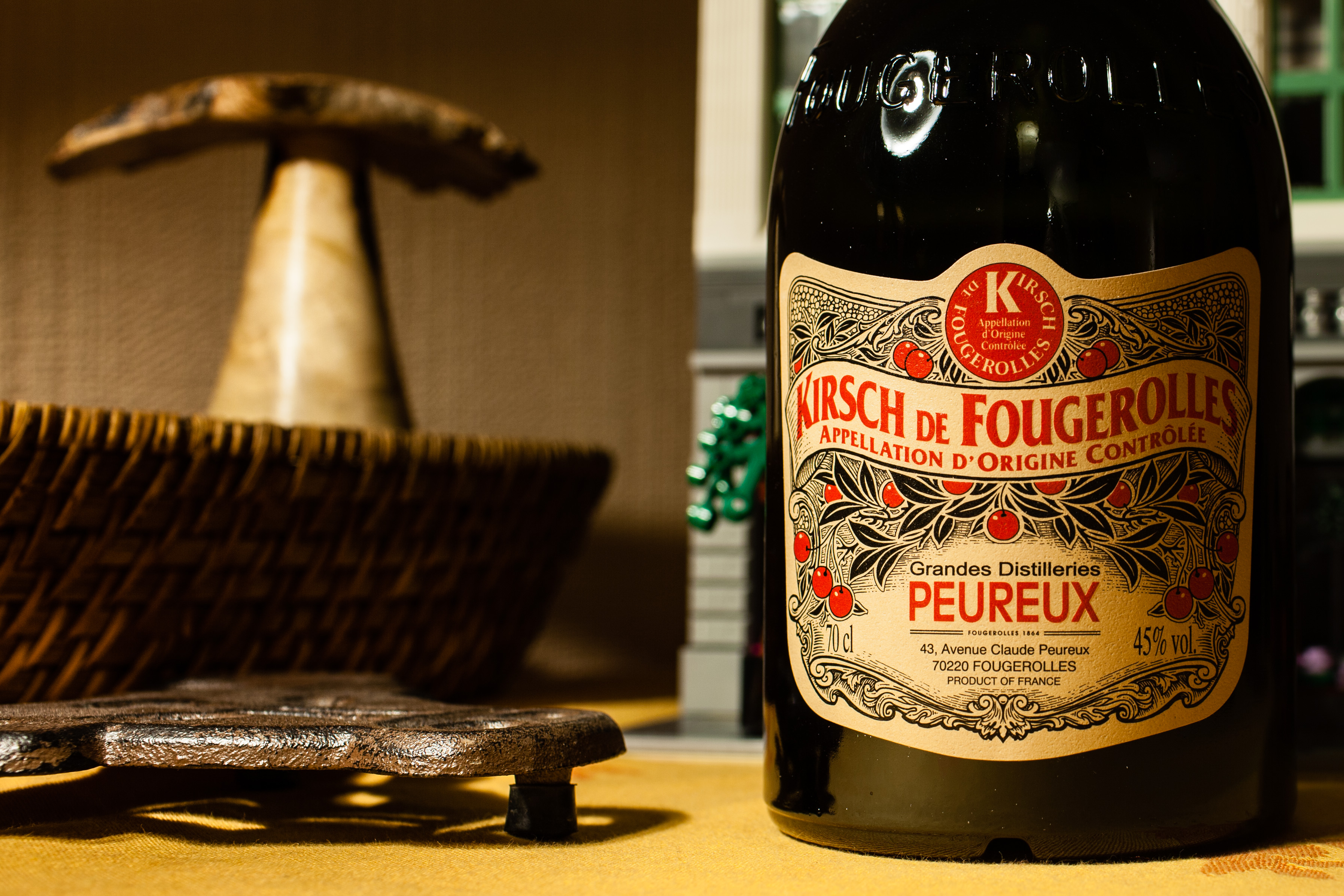
AOC Kirsch de Fougerolles (distillerie Claude Peureux).

Au décès de Claude Peureux en 1992, Pierre Baud prend les rênes de l’entreprise.
Rapidement, son fils Bernard Baud modernise le laboratoire de la distillerie. Il passera ensuite de la production au commerce et atteindra le poste de Président en 2002.
Dès 2003, Bernard Baud comprend l’importance du packaging et s’entoure d’une agence parisienne afin de relooker les Griottines. Le nouveau bocal Griottines naît et s’habille d’un coffret rouge translucide lui permettant d'être reconnaissable entre tous. Quelques années plus tard est créé à Fougerolles, au cœur de la distillerie, l’Institut Griottines. Une boutique moderne, imitant les codes rouges des Griottines.
Enfin, Bernard Baud poursuit le travail initié par Claude Peureux et son père et développe un département de l’entreprise entièrement consacré à la gastronomie. Premium Gastronomie naît en 2009 et propose des conditionnements adaptés aux besoins des grands chefs.
La distillerie se diversifie dans les années 2000 avec le whisky Louis Blanzey, relance la production d'absinthe et même une vodka de luxe "Perfect Vodka", distribuée aux USA.
Elle acquiert également en 2011 la distillerie alsacienne Massenez à Dieffenbach-au-Val qui innove avec des cocktails destinés au public féminin et renoue avec la croissance pour passer entre 2011 à 2013 de six à douze salariés et de 1,2 à 2 millions d'euros de chiffre d'affaires. Pour son cent-cinquantenaire, l'entreprise relance l’absinthe Un Peureux. Parmi ses autres produits, on trouve les eaux-de-vie La Cigogne ou l'apéritif Griottini. « Tout notre travail, c’est de conserver la signature organoleptique locale du fruit » explique le PDG Bernard Baud.
En 2016, les Grandes Distilleries Peureux lancent un nouveau gin : Pvrple Gin, un gin agrémenté d’une Griottines qui lui donne une couleur et un goût féminin. Cette même année, l'entreprise acquiert les Distilleries Lemercier Frères et Émile Coulin, situées à Fougerolles.
Enfin, Bernard Baud créé Peureux Expérience, un département destiné à la production d’arômes et colorants et dirigé par Alain Bec, aromaticien.

### L'Institut Griottines
Un point de vente directe mais aussi de formation (cours de cuisine) de 450 m2, l'Institut Griottines ouvre à proximité immédiate du site de production le 13 mai 2009,.
L’Institut Griottines propose tous les spiritueux de l'entreprise, une sélection de vins et champagne, mais aussi les produits gourmets élaborés de façon artisanale, dans le laboratoire de l’Institut.

## Données financières
Les Grandes distilleries Peureux sont le premier producteur mondial d’eaux-de-vie de fruits et le leader mondial de la macération de fruits. 
En 2018 le chiffre d'affaires se monte à 21 021 500 € dont moitié pour les Griottines et 60 % à l’exportation avec 88 salariés et un résultat net de 564 000 €.
L'entreprise est détenue par le groupe Didot-Bottin jusqu'à ce qu'il cède l'activité en 2006 au groupe de spiritueux La Martiniquaise.